# Jun Sadogawa
Mutsumi Kawahito (川人 睦, Kawahito Mutsumi, 1979 – 13 de agosto de 2013), mais conhecido por seu pseudônimo Jun Sadogawa (佐渡川 準, Sadogawa Jun), foi um mangaká japonês de Tone, Ibaraki. Em 2000 ele recebeu uma menção honrosa no 55º "Prêmio Revelação" da revista Weekly Shōnen Champion, patrocinado pela Akita Shoten, por seu trabalho em Twin Burner. Sua obra de estreia, Muteki Kanban Musume, foi publicada entre 2002 e 2006. Sadogawa cometeu suicídio por estrangulamento no dia 13 de agosto de 2013, aos 34 anos. Ele estava serializando seu mangá Amane Atatameru na época da sua morte.

## Obras
- Muteki Kanban Musume (無敵看板娘) (2002–2006, 17 volumes)
- Muteki Kanban Musume N (無敵看板娘N) (2006–2007, 5 volumes)
- Punisher (2008–2009, 7 volumes)
- Hanzasky (ハンザスカイ) (2010–2012, 13 volumes)
- Amane Atatameru (あまねあたためる) (2012–2013, 2 volumes, inacabado)